# Albo d'oro del doppio femminile dell'US Open
Nella tabella sottostante sono riportati i risultati delle finali del doppio femminile del torneo US Open di tennis.
| Anno | Vincitrici                                      | Finaliste                                  | Punteggio           |
| 1889 | Margarette Ballard Bertha Townsend              | Laura Knight Marian Wright                 | 6–0, 6–2            |
| 1890 | Ellen Roosevelt Grace Roosevelt                 | Margarette Ballard Bertha Townsend         | 6–1, 6–2            |
| 1891 | Mabel Cahill (1) Emma Leavitt Morgan            | Ellen Roosevelt Grace Roosevelt            | 2–6, 8–6, 6–4       |
| 1892 | Mabel Cahill (2) Adeline McKinlay               | Helen Day Harris Arny Williams             | 6–1, 6–3            |
| 1893 | Harriet Butler Aline Terry                      | Augusta Schultz Panna Stone                | 6–4, 6–3            |
| 1894 | Juliette Atkinson (1) Helen Hellwig (1)         | Arny Williams Annabella Wistar             | 6–4, 8–6, 6–2       |
| 1895 | Juliette Atkinson (2) Helen Hellwig (2)         | Elisabeth Moore Arny Williams              | 6–2, 6–2, 12–10     |
| 1896 | Juliette Atkinson (3) Elisabeth Moore (1)       | Arny Williams Annabella Wistar             | 6–4, 7–5            |
| 1897 | Juliette Atkinson (4) Kathleen Atkinson (1)     | F. Edwards Elizabeth Rastall               | 6–2, 6–1, 6–1       |
| 1898 | Juliette Atkinson (5) Kathleen Atkinson (2)     | Carrie Neely Marie Wimer                   | 6–1, 2–6, 4–6, 6–1  |
| 1899 | Jane Craven Myrtle McAteer (1)                  | Maud Banks Elizabeth Rastall               | 6–1, 6–1, 7–5       |
| 1900 | Hallie Champlin Edith Parker                    | Myrtle McAteer Marie Wimer                 | 9–7, 6–2, 6–2       |
| 1901 | Juliette Atkinson (6) Myrtle McAteer (2)        | Marion Jones Elisabeth Moore               | abbandono           |
| 1902 | Juliette Atkinson (7) Marion Jones              | Maud Banks Winona Closterman               | 6–2, 7–5            |
| 1903 | Elisabeth Moore (2) Carrie Neely (1)            | Miriam Hall Marion Jones                   | 8–4, 6–1, 6–1       |
| 1904 | Miriam Hall May Sutton Bundy                    | Elisabeth Moore Carrie Neely               | 3–6, 6–3, 6–3       |
| 1905 | Helen Homans Carrie Neely (2)                   | Virginia Maule Marjorie Oberteuffer        | 6–0, 6–1            |
| 1906 | Ethel Bliss Platt Ann Burdette Coe              | Clover Boldt Helen Homans                  | 6–4, 6–4            |
| 1907 | Carrie Neely (3) Marie Wimer                    | Edna Wildey Natalie Widley                 | 6–1, 2–6, 6–4       |
| 1908 | Margaret Curtis Evelyn Sears                    | Carrie Neely Marion Steever                | 6–3, 5–7, 9–7       |
| 1909 | Hazel Hotchkiss (1) Edith Rotch (1)             | Dorothy Green Louise Moyes                 | 6–1, 6–1            |
| 1910 | Hazel Hotchkiss (2) Edith Rotch (2)             | Adelaide Browning Edna Wildey              | 6–4, 6–4            |
| 1911 | Hazel Hotchkiss (3) Eleonora Sears (1)          | Dorothy Green Florence Sutton              | 6–4, 4–6, 6–2       |
| 1912 | Mary Browne (1) Dorothy Green                   | Maud Barger-Wallach Mrs. Frederick Schmitz | 6–2, 5–7, 6–0       |
| 1913 | Mary Browne (2) Louise Riddell Williams (1)     | Dorothy Green Edna Wildey                  | 12–10, 2–6, 6–3     |
| 1914 | Mary Browne (3) Louise Riddell Williams (2)     | Louise Raymond Edna Wildey                 | 10–8, 6–2           |
| 1915 | Eleonora Sears (2) Hazel Wightman               | G. L. Chapman Helen McLean                 | 10–8, 6–2           |
| 1916 | Molla Bjurstedt (1) Eleonora Sears (3)          | Louise Raymond Edna Wildey                 | 4–6, 6–2, 10–8      |
| 1917 | Molla Bjurstedt (2) Eleonora Sears (4)          | Grace Moore LeRoy Phyllis Walsh            | 6–2, 6–4            |
| 1918 | Eleonora Sears (5) Marion Zinderstein (1)       | Molla Bjurstedt Johan Rogge                | 7–5, 8–6            |
| 1919 | Eleonora Sears (6) Marion Zinderstein (2)       | Eleonora Sears Hazel Wightman              | 10–8, 9–7           |
| 1920 | Eleonora Sears Marion Zinderstein (3)           | Helen Baker Eleanor Tennant                | 6–3, 6–1            |
| 1921 | Mary Browne (4) Louise Riddell Williams         | Aletta Bailey Morris Helen Gilleaudeau     | 6–3, 6–2            |
| 1922 | Helen Wills (1) Marion Zinderstein Jessup (4)   | Molla Bjurstedt Mallory Edith Sigourney    | 6–4, 7–9, 6–3       |
| 1923 | Phyllis Howkins Covell Kitty McKane             | Eleanor Goss Hazel Wightman                | 2–6, 6–2, 6–1       |
| 1924 | Hazel Wightman (1) Helen Wills (2)              | Eleanor Goss Marion Zinderstein Jessup     | 6–4, 6–3            |
| 1925 | Mary Browne (5) Helen Wills (3)                 | May Bundy Elizabeth Ryan                   | 6–4, 6–3            |
| 1926 | Eleanor Goss Elizabeth Ryan                     | Mary Browne Charlotte Chapin               | 3–6, 6–4, 12–10     |
| 1927 | Ermyntrude Harvey Kitty McKane Godfree          | Joan Fry Betty Nuthall                     | 6–1, 4–6, 6–4       |
| 1928 | Hazel Wightman (2) Helen Wills (4)              | Edith Cross Anna Harper                    | 6–2, 6–2            |
| 1929 | Phoebe Holcroft Watson Peggy Mitchell           | Shepered Barron Phyllis Covell             | 2–6, 6–3, 6–4       |
| 1930 | Betty Nuthall (1) Sarah Palfrey Cooke (1)       | Edith Cross Anna Harper                    | 3–6, 6–3, 7–5       |
| 1931 | Eileen Bennett Whittingstall Betty Nuthall (1)  | Helen Jacobs Dorothy Round                 | 6–2, 6–4            |
| 1932 | Helen Hull Jacobs (1) Sarah Palfrey Cooke (2)   | Edith Cross Anna Harper                    | 3–6, 6–3, 7–5       |
| 1933 | Freda James Betty Nuthall (2)                   | Elizabeth Ryan Helen Wills Moody           | walkover            |
| 1934 | Helen Hull Jacobs (2) Sarah Palfrey Cooke (3)   | Dorothy Andrus Carolin Babcock             | 4–6, 6–3, 6–4       |
| 1935 | Helen Hull Jacobs (3) Sarah Palfrey Cooke (4)   | Dorothy Andrus Carolin Babcock             | 6–4, 6–2            |
| 1936 | Carolin Babcock Marjorie Gladman Van Ryn        | Helen Hull Jacobs Sarah Palfrey Cooke      | 9–7, 2–6, 6–4       |
| 1937 | Alice Marble (1) Sarah Palfrey Cooke (5)        | Carolin Babcock Marjorie Van Ryn           | 7–5, 6–4            |
| 1938 | Alice Marble (2) Sarah Palfrey Cooke (6)        | Jadwiga Jędrzejowska Simonne Mathieu       | 6–8, 6–4, 6–3       |
| 1939 | Alice Marble (3) Sarah Palfrey Cooke (7)        | Freda Hammersley Kay Stammers              | 7–5, 8–6            |
| 1940 | Alice Marble (4) Sarah Palfrey Cooke (8)        | Dorothy Bundy Marjorie Gladman Van Ryn     | 6–4, 6–3            |
| 1941 | Margaret duPont Sarah Palfrey Cooke (9)         | Pauline Betz Dorothy Bundy                 | 3–6, 6–1, 6–4       |
| 1942 | Louise Brough (1) Margaret Osborne (1)          | Pauline Betz Doris Hart                    | 2–6, 7–5, 6–0       |
| 1943 | Louise Brough (2) Margaret Osborne (2)          | Pauline Betz Doris Hart                    | 6–4, 6–3            |
| 1944 | Louise Brough (3) Margaret Osborne (3)          | Pauline Betz Doris Hart                    | 4–6, 6–4, 6–3       |
| 1945 | Louise Brough (4) Margaret Osborne (4)          | Pauline Betz Doris Hart                    | 6–3, 6–3            |
| 1946 | Louise Brough (5) Margaret Osborne (5)          | Mary Arnold Prentiss Patricia Todd         | 6–1, 6–3            |
| 1947 | Louise Brough (6) Margaret Osborne (6)          | Doris Hart Patricia Todd                   | 5–7, 6–3, 7–5       |
| 1948 | Louise Brough (7) Margaret Osborne (7)          | Doris Hart Patricia Todd                   | 6–4, 8–10, 6–1      |
| 1949 | Louise Brough (8) Margaret Osborne (8)          | Shirley Fry Doris Hart                     | 6–4, 10–8           |
| 1950 | Louise Brough (9) Margaret Osborne (9)          | Shirley Fry Doris Hart                     | 6–2, 6–3            |
| 1951 | Shirley Fry (1) Doris Hart (1)                  | Nancy Chaffee Patricia Todd                | 6–4, 6–2            |
| 1952 | Shirley Fry (2) Doris Hart (2)                  | Louise Brough Maureen Connolly             | 10–8, 6–4           |
| 1953 | Shirley Fry (3) Doris Hart (3)                  | Louise Brough Margaret Osborne duPont      | 6–2, 7–9, 9–7       |
| 1954 | Shirley Fry (4) Doris Hart (4)                  | Louise Brough Margaret Osborne duPont      | 6–4, 6–4            |
| 1955 | Louise Brough (10) Margaret Osborne duPont (10) | Shirley Fry Doris Hart                     | 6–3, 1–6, 6–3       |
| 1956 | Louise Brough (11) Margaret Osborne duPont (11) | Shirley Fry Betty Pratt                    | 6–3, 6–0            |
| 1957 | Louise Brough (12) Margaret Osborne duPont (12) | Althea Gibson Darlene Hard                 | 6–2, 7–5            |
| 1958 | Jeanne Arth (1) Darlene Hard (1)                | Maria Bueno Althea Gibson                  | 2–6, 6–3, 6–4       |
| 1959 | Jeanne Arth (2) Darlene Hard (2)                | Althea Gibson Sally Moore                  | 6–2, 6–3            |
| 1960 | Maria Bueno (1) Darlene Hard (3)                | Deidre Catt Ann Haydon-Jones               | 6–1, 6–1            |
| 1961 | Darlene Hard (4) Lesley Turner                  | Edda Buding Yola Ramírez                   | 6–4, 5–7, 6–0       |
| 1962 | Maria Bueno (2) Darlene Hard (5)                | Karen Hantze Susman Billie Jean King       | 4–6, 6–3, 6–2       |
| 1963 | Robyn Ebbern Margaret Smith Court (1)           | Maria Bueno Darlene Hard                   | 4–6, 10–8, 6–3      |
| 1964 | Karen Hantze Susman Billie Jean King (1)        | Margaret Smith Court Lesley Turner         | 3–6, 6–2, 6–4       |
| 1965 | Carole Caldwell Graebner Nancy Richey (1)       | Karen Hantze Susman Billie Jean King       | 6–4, 6–4            |
| 1966 | Maria Bueno (3) Nancy Richey (2)                | Rosie Casals Billie Jean King              | 6–3, 6–4            |
| 1967 | Rosie Casals (1) Billie Jean King (2)           | Mary Ann Eisel Donna Floyd                 | 4–6, 6–3, 6–4       |
| 1968 | Maria Bueno (4) Margaret Smith Court (2)        | Rosie Casals Billie Jean King              | 4–6, 9–7, 8–6       |
| 1969 | Françoise Dürr (1) Darlene Hard (6)             | Margaret Smith Court Virginia Wade         | 0–6, 6–4, 6–4       |
| 1970 | Margaret Smith Court (3) Judy Tegart (1)        | Rosie Casals Virginia Wade                 | 6–3, 6–4            |
| 1971 | Rosie Casals (2) Judy Tegart (2)                | Gail Chanfreau Françoise Dürr              | 6–3, 6–3            |
| 1972 | Françoise Dürr (2) Betty Stöve (1)              | Margaret Smith Court Virginia Wade         | 6–3, 1–6, 6–3       |
| 1973 | Margaret Smith Court (4) Virginia Wade (1)      | Rosie Casals Billie Jean King              | 3–6, 6–3, 7–5       |
| 1974 | Rosie Casals (3) Billie Jean King (3)           | Françoise Dürr Betty Stöve                 | 7–6, 6–7, 6–4       |
| 1975 | Margaret Smith Court (5) Virginia Wade (2)      | Rosie Casals Billie Jean King              | 7–5, 2–6, 7–5       |
| 1976 | Linky Boshoff Ilana Kloss                       | Ol'ga Morozova Virginia Wade               | 6–1, 6–4            |
| 1977 | Martina Navrátilová (1) Betty Stöve (2)         | Renée Richards Betty Ann Stuart            | 6–1, 7–6            |
| 1978 | Billie Jean King (4) Martina Navrátilová (2)    | Kerry Reid Wendy Turnbull                  | 7–6, 6–4            |
| 1979 | Betty Stöve (3) Wendy Turnbull (1)              | Billie Jean King Martina Navrátilová       | 7–5, 6–3            |
| 1980 | Billie Jean King (5) Martina Navrátilová (3)    | Pam Shriver Betty Stöve                    | 7–6(2), 7–5         |
| 1981 | Kathy Jordan Anne Smith                         | Rosie Casals Wendy Turnbull                | 6–3, 6–3            |
| 1982 | Rosie Casals (4) Wendy Turnbull (2)             | Barbara Potter Sharon Walsh                | 6–4, 6–4            |
| 1983 | Martina Navrátilová (4) Pam Shriver (1)         | Rosalyn Fairbank Candy Reynolds            | 6(4)–7, 6–1, 6–3    |
| 1984 | Martina Navrátilová (5) Pam Shriver (2)         | Anne Hobbs Wendy Turnbull                  | 6–2, 6–4            |
| 1985 | Claudia Kohde Kilsch Helena Suková (1)          | Martina Navrátilová Pam Shriver            | 6(5)–7, 6–2, 6–3    |
| 1986 | Martina Navrátilová (6) Pam Shriver (3)         | Hana Mandlíková Wendy Turnbull             | 6–4, 3–6, 6–3       |
| 1987 | Martina Navrátilová (7) Pam Shriver (4)         | Kathy Jordan Elizabeth Smylie              | 5–7, 6–4, 6–2       |
| 1988 | Gigi Fernández (1) Robin White                  | Patty Fendick Jill Hetherington            | 6–4, 6–1            |
| 1989 | Hana Mandlíková Martina Navrátilová (8)         | Mary Joe Fernández Pam Shriver             | 5–7, 6–4, 6–4       |
| 1990 | Gigi Fernández (2) Martina Navrátilová (8)      | Jana Novotná Helena Suková                 | 6–2, 6–4            |
| 1991 | Pam Shriver (5) Nataša Zvereva (1)              | Larisa Neiland Jana Novotná                | 6–4, 4–6, 7–6(5)    |
| 1992 | Gigi Fernández (3) Nataša Zvereva (2)           | Larisa Neiland Jana Novotná                | 7–6(4), 6–1         |
| 1993 | Arantxa Sánchez Vicario (1) Helena Suková (2)   | Amanda Coetzer Inés Gorrochategui          | 6–4, 6–2            |
| 1994 | Jana Novotná (1) Arantxa Sánchez Vicario (2)    | Katerina Maleeva Robin White               | 6–3, 6–3            |
| 1995 | Gigi Fernández (4) Nataša Zvereva (3)           | Brenda Schultz Rennae Stubbs               | 7–5, 6–3            |
| 1996 | Gigi Fernández (5) Nataša Zvereva (4)           | Jana Novotná Arantxa Sánchez Vicario       | 1–6, 6–1, 6–4       |
| 1997 | Lindsay Davenport Jana Novotná (2)              | Mary Joe Fernández Nataša Zvereva          | 6–3, 6–4            |
| 1998 | Martina Hingis (1) Jana Novotná (3)             | Lindsay Davenport Nataša Zvereva           | 6–3, 6–3            |
| 1999 | Serena Williams (1) Venus Williams (1)          | Chanda Rubin Sandrine Testud               | 4–6, 6–1, 6–4       |
| 2000 | Julie Halard-Decugis Ai Sugiyama                | Cara Black Elena Lichovceva                | 6–0, 1–6, 6–1       |
| 2001 | Lisa Raymond (1) Rennae Stubbs                  | Kimberly Po Nathalie Tauziat               | 6–2, 5–7, 7–5       |
| 2002 | Virginia Ruano Pascual (1) Paola Suárez (1)     | Elena Dement'eva Janette Husárová          | 6–2, 6–1            |
| 2003 | Virginia Ruano Pascual (2) Paola Suárez (2)     | Svetlana Kuznecova Martina Navrátilová     | 6–2, 6–3            |
| 2004 | Virginia Ruano Pascual (3) Paola Suárez (3)     | Svetlana Kuznecova Elena Lichovceva        | 6–4, 7–5            |
| 2005 | Lisa Raymond (2) Samantha Stosur (1)            | Elena Dement'eva Flavia Pennetta           | 6–2, 5–7, 6–3       |
| 2006 | Nathalie Dechy (1) Vera Zvonarëva (1)           | Dinara Safina Katarina Srebotnik           | 7–6(5), 7–5         |
| 2007 | Nathalie Dechy (2) Dinara Safina                | Chan Yung-jan Chuang Chia-jung             | 6–4, 6–2            |
| 2008 | Cara Black Liezel Huber (1)                     | Lisa Raymond Samantha Stosur               | 6–3, 7–6(6)         |
| 2009 | Serena Williams (2) Venus Williams (2)          | Cara Black Liezel Huber                    | 6–2, 6–2            |
| 2010 | Vania King Jaroslava Švedova                    | Liezel Huber Nadia Petrova                 | 2–6, 6–4, 7–6(4)    |
| 2011 | Liezel Huber (2) Lisa Raymond (3)               | Vania King Jaroslava Švedova               | 4–6, 7–6(5), 7–6(3) |
| 2012 | Sara Errani Roberta Vinci                       | Andrea Hlaváčková Lucie Hradecká           | 6–4, 6–2            |
| 2013 | Andrea Hlaváčková Lucie Hradecká                | Ashleigh Barty Casey Dellacqua             | 6(4)–7, 6–1, 6–4    |
| 2014 | Ekaterina Makarova Elena Vesnina                | Martina Hingis Flavia Pennetta             | 2–6, 6–3, 6–2       |
| 2015 | Martina Hingis (2) Sania Mirza                  | Casey Dellacqua Jaroslava Švedova          | 6–3, 6–3            |
| 2016 | Bethanie Mattek-Sands Lucie Šafářová            | Caroline Garcia Kristina Mladenovic        | 2–6, 7–6(5), 6–4    |
| 2017 | Chan Yung-jan Martina Hingis (3)                | Lucie Hradecká Kateřina Siniaková          | 6–3, 6–2            |
| 2018 | Ashleigh Barty Coco Vandeweghe                  | Tímea Babos Kristina Mladenovic            | 3–6, 7–6(2), 7–6(6) |
| 2019 | Elise Mertens Aryna Sabalenka                   | Viktoryja Azaranka Ashleigh Barty          | 7–5, 7–5            |
| 2020 | Laura Siegemund Vera Zvonarëva (2)              | Nicole Melichar Xu Yifan                   | 6–4, 6–4            |
| 2021 | Zhang Shuai Samantha Stosur (2)                 | Coco Gauff Caty McNally                    | 6–3, 3–6, 6–3       |
| 2022 | Barbora Krejčíková Kateřina Siniaková           | Caty McNally Taylor Townsend               | 3–6, 7–5, 6–1       |
| 2023 | Gabriela Dabrowski Erin Routliffe               | Laura Siegemund Vera Zvonarëva             | 7–6(9), 6–3         |
| 2024 | Ljudmyla Kičenok Jeļena Ostapenko               | Kristina Mladenovic Zhang Shuai            | 6–4, 6–3            |